# Керманич
Керма́нич (від ке́рма — «кермове весло», «стерно») — інша назва стернового на судні. У «Морському словнику» К. І. Самойлова (1941 р.) зазначається, що корманиш — слов'янська назва штурмана.
На морських суднах на кормі знаходиться стерно (кермо, керма) для управління судном. Управління стерном, як мінімум з XVI століття — робота стернового. Значення слова «керманич» включає не тільки управління кермом (витримування курсу), але й управління військовим кораблем (або торговельним судном) взагалі. Керманич був фахівцем у навігації, виборі шляху, лоцманському проведенні, вітрах і течіях, глибинах, місцевих умовах, одним словом — морській практиці. Аналогом керманича в Іспанії XV століття був «маестре» (ісп. maestre, від лат. magister navis). При цьому капітан відповідав за корабель в цілому і керував боєм (він міг і не розбиратися в судноводінні), а маестре — за морську практику.
В Англії в добу вітрила назва перетворилася на «майстер» (англ. master, повністю sailing master). Посада зберігалася на Королівському флоті окремо від капітана, а на торговельному флоті «майстром» стали називати капітана. У Росії на Петрівському флоті недовго було звання «майстер».
Від дав.-гр. κυβερνήτης («керманич, стерновий») походить і слово «кібернетика» (первісне значення — «наука управління»).